# Percy Rosberg
Ade Jan Percy Rosberg, numera hemmastadd i Hässelby, född 21 november 1932, är en svensk tennistränare, som bland annat under mitten av 1960-talet, under en kort period, tränade Lamcoanställda svenskar i Liberia. Han har också tränat Björn Borg och andra svenska storspelare som Stefan Edberg och Magnus Norman. 
Björn Borg spelade från början med dubbelfattade slag både på forehand och backhand. När Rosberg började träna Borg frångick Borg sin dubbelfattade forehand vilket innebar ökade möjligheter att slå top spin, men han fick behålla sin dubbelfattade backhand som fungerade utmärkt. Borg fick mycket kritik för sin dubbelfattade backhand från olika håll, men Rosberg accepterade den och hjälpte Borg att finslipa slaget. Däremot fick Rosberg Borg att sluta att spela med dubbelfattad backhand i volleyposition eftersom dubbelfattningen hindrade snabba byten mellan forehand och backhand.På motsvarande sätt uppmuntrade han Stefan Edberg att spela med enhandsfattad backhand, eftersom det passade hans speciella attacktennis med typiskt volleyspel framme vid nätet. 
Percy Rosberg upptogs 2006 i Swedish Tennis Hall of Fame.